# Elektromos dipólusmomentum
A dipólusmomentum vagy dipólusnyomaték azoknak az elektromosan töltött  testeknek (dipólusoknak) egyik jellemző sajátsága, ahol a két elektromos pólus (a pozitív és a negatív) elkülönül, azaz  az ellentétes töltések középpontja a rendszeren belül nem egy pontba esik. Nagysága megadja, hogy mennyire poláris egy adott vegyület. Mértékegysége az SI-ben: C·m (coulomb·méter), a CGS-rendszerben debye; vektormennyiség. 

## Jellemzői
Az egymástól {\displaystyle l} távolságra lévő +q és −q ponttöltések egy úgynevezett elektromos dipólust alkotnak, amely elektromos dipólusmomentumának (jele: {\displaystyle p}) nagysága a következő:
{\displaystyle p=q\cdot l}
Tekintve, hogy a dipólusmomentum vektormennyiség, így az előbbi definíciót tovább lehet általánosítani a két töltés között levő elmozdulási vektor {\displaystyle \mathbf {l} } segítségével:
{\displaystyle \mathbf {p} =q\cdot \mathbf {l} }
Tekintve, hogy fizikában az elmozdulási vektor egy negatív és egy pozitív ponttöltés között definíció szerint a pozitív töltés irányába mutat, így a két töltés közötti dipólusmomentum is ugyanabba az irányba mutat. Ennek következménye, hogy a dipólusmomentum vektora a töltések által létrehozott elektromos mezővel is egy irányba mutatnak. Fontos megjegyezni, hogy kémiai szakirodalomban az elektromos dipólusmomentum ellentétesen, azaz a pozitív töltéstől a negatív töltés felé mutat.
Külső elektromos térbe helyezett dipólusra a dipólusmomentummal arányos forgatóerő hat, amely a dipólust a tér irányába igyekszik fordítani. Ezen jelenséghez tartozó energia {\displaystyle U} és forgatónyomaték {\displaystyle \mathbf {M} } a következő:
{\displaystyle U=-\mathbf {p} \cdot \mathbf {E} ,\qquad \mathbf {M} =\mathbf {p} \times \mathbf {E} },
ahol a {\displaystyle \cdot } a skaláris szorzatot, a {\displaystyle \times } pedig a vektoriális szorzatot jelöli. A negatív előjelnek és a skaláris szorzat tulajdonságainak következtében az energia akkor minimális, amikor a dipólus egy irányba mutat a külső elektromos térrel, és nulla, amikor merőleges rá.
Molekuláknak is lehet dipólusmomentumuk, nyomatékuk, ha negatív és pozitív töltéseiknek középpontja nem esik egybe. 
A töltésközéppontok elkülönültsége lehet külső mezővel való kölcsönhatás következménye (ekkor indukált dipólusról van szó), de lehet a molekula szerkezetéből fakadó állandó jellegzetesség; ez utóbbi esetben poláros molekuláról beszélnek. 
A vízmolekulák például polárosak, dipólusmomentumuk megközelítőleg p = 10−29 C·m.

## Fordítás
- Ez a szócikk részben vagy egészben  az   Electric dipole moment című angol Wikipédia-szócikk fordításán alapul.  Az eredeti cikk szerkesztőit annak laptörténete sorolja fel. Ez a jelzés csupán a megfogalmazás eredetét és a szerzői jogokat jelzi, nem szolgál a cikkben szereplő információk forrásmegjelöléseként.